# Lithothamnion glaciale
Lithothamnion glaciale Kjellman, 1883  é o nome botânico  de uma espécie de algas vermelhas  pluricelulares do gênero Lithothamnion, subfamília Melobesioideae.
- São algas marinhas encontradas na Europa, Ásia, América do Norte, árctico e Austrália.

## Sinonímia
- Lithothamnion colliculosum  Foslie, 1891
- Lithothamnion roseum Batters, 1893
- Lithothamnion colliculosum f. densum Foslie, 1895
- Lithothamnion flabellatum f. granii Foslie, 1895
- Lithothamnion battersii Foslie, 1896
- Lithothamnion granii (Foslie) Foslie, 1905
- Lithothamnion glaciale f. pusillum Foslie, 1905
- Lithothamnion glaciale var. colliculosum (Foslie) Rosenvinge, 1917
- Lithothamnion glaciale var. grani (Foslie) Rosenvinge, 1917
- Lithothamnion glaciale f. colliculosum (Foslie) Rosenvinge ex Suneson, 1943
- Lithothamnion glaciale f. grani (Foslie) Rosenvinge, 1943